# Ifrikija
Ifrikija (arabsko إفريقية, dob. 'Africa' Ifrīqya), znana tudi kot al-Maghrib al-Adna (arabsko المغرب على), je bila srednjeveška zgodovinska regija, ki je obsegala današnjo Tunizijo, vzhodno Alžirijo in Tripolitanijo (približno zahodna Libija).  Vključevala je celotno ozemlje, ki je bilo prej bizantinska provinca Africa Proconsularis, in se raztezala tudi preko nje, vendar ni vključevala Mavretanij.

## Zgodovina
Provinca Ifrikija je bila ustanovljena leta 703, ko so Omajadi zavzeli bizantinsko Severno Afriko. Islam se je kmalu razširil po vsej provinci, a so še vedno obstajale precejšnje verske napetosti in konflikti med osvajalskimi Arabci in domačimi Berberi. Prepričanja in dojemanja prebivalcev so se razlikovala od pokrajine do pokrajine. Največje razlike so bile med obalnimi mesti in vasmi v puščavskem zaledju. Ifrikija je večkrat zamenjala oblastnika. Propad Omajadov pa je tlakoval pot Aglabidom, ki so delovali kot agenti Abasidov v Bagdadu.  
Abaside so leta 909 strmoglavili Fatimidi, ki so leta 969 prevzeli oblast v Egiptu in nato v celotni Ifrikiji. Fatimidi so počasi izgubljali nadzor nad Ifrikijo, ker so njihovi regenti Ziridi postajali vse bolj avtonomni in so se do sredine 11. stoletja popolnoma ločili od Fatimidov. 
Verske delitve so leta 1147 omogočile Almohadom prevzeti oblast v zahodni Ifrikiji (Magreb) in do leta 1160 v celotni Ifrikiji. Almohadsko cesarstvo je trajalo do začetka 13. stoletja, ko so ga nadomestili Hafsidi, vpliven klan, ki se je pred tem ponašal s številnimi guvernerji Ifrikije. Hafsidi so leta 1229 razglasili neodvisnost od Almohadov in se  pod vodstvom Abu Zakarije organizirali v Hafsidsko cesarstvo s središčem v Tunisu.
Arabska ustna izročila kažejo, da so bili prvi muslimanski naseljenci v Severni Afriki begunci, ki so se v svoji arabski domovini počutili preganjane. Muslimanski vojaški vdori v Afriko so se začeli približno sedem let po smrti islamskega preroka Mohameda leta 632. Prvi pohod v Afriko je vodil general Amr ibn al-As, po zavzetju Aleksandrije pa se je muslimanska oblast v Afriki hitro razširila proti zahodu. 
Islam se je na severnoafriški obali počasi ukoreninil, predvsem zaradi medkulturnih vezi, vzpostavljenih med muslimanskimi trgovci in domačini. Politične razmere v islamski Afriki so bile, kot vse druge, kaotične in polne nenehnega boja za oblast med gibanji in dinastijami. Ključ uspeha vsake stranke je bilo njeno financiranje. Eden od virov bogastva so bili rudniki zlata v Podsaharski Afriki. Do konca 11. stoletja se je islam trdno uveljavil ob sredozemski obali. V 14. stoletju je tudi Severno Afriko brutalno prizadela epidemija kuge, uvožena iz Evrope. Magreb in Ifrikija sta bila med 16. in 18. stoletjem večinoma pod oblastjo Osmanskega cesarstva. Ob koncu 19. stoletja je bila islamizirana  približno tretjina afriškega prebivalstva.

## Pomembne osebe

### Konstantin Afriški
Konstantin Afriški je bil učenjak, rojen v Kartagini, ki se je v 11. stoletju preselil na Sicilijo. Konstantin je potoval od Kaira do Indije in Etiopije in govoril več jezikov, kar  mu je pomagalo pri tolmačenju številnih akademskih besedil. 
Njegova najpomembnejša odločitev je bila odhod v benediktinski samostan v Monte Cassinu, kjer je prevedel več kot 30 knjig, vključno z deli Izaka Juda, enega najuspešnejših zdravnikov v Zahodnem kalifatu. Iz arabščine v latinščino je prevedel muslimanske knjige o medicini, s čimer je Evropi odprl ogromno medicinskega znanja, do katerega prej ni imela veliko dostopa. Njegova knjiga Popolna umetnost temelji na Kraljevi knjigi perzijskega zdravnika Alija ibn al Abbasa.

### Ibn Haldun
Ibn Haldun, zgodovinar, rojen v Tunisu, je bil eden najplodnejših akademikov srednjega veka. Ibn Haldunova knjiga Mukadimma je vplivala na množico pisateljev v Egiptu, Turčiji in Franciji od 15. do 19. stoletja. Ibn Haldun je opravljal številne politične funkcije v Al Andaluzu in Magrebu. Nekaterim oblastnikom v Ifrikiji je bil naklonjen, drugim pa ne. V poznem 14. stoletju se je zatekel k nekemu alžirskemu plemenu in začel pisati uvod v zgodovino z naslovom Mukadimma, kar je trajalo štiri leta. Prvi zvezek je postavil temelje sociologije, medtem ko sta naslednja dva zvezka raziskovala svet politike. Nadaljnje knjige so raziskovale številne različne teme, kot so mestno življenje, gospodarstvo in preučevanje znanja. Poznejša leta je preživel kot sodnik malikijske šole pravoznanstva v Egiptu. Svoje delo je jemal zelo resno, vsak primer je ocenjeval po njegovih zaslugah in nenehno poskušal odpraviti pomanjkljivosti, ki jih je odkril v pravosodnem sistemu. Njegov nekoliko strog pristop do islamskih zakonov je nekatere Egipčane vznemirjal, zato je sčasoma zapustil svoj položaj in potoval po vzhodnih delih arabskega sveta. Leta 1400 se je pred Damaskom pogajal s Timurlenkom, ki je bil navdušen nad njegovo modrostjo. Ibn Haldunu je uspelo zagotoviti varen prehod številnim prebivalcem Damaska, samega mesta in njegove mošeje pa ni mogel rešiti pred plenjenjem. Po teh dogodkih je odšel v Kairo in preostanek svojih let preživel v relativnem miru in tišini. Umrl je leta 1406 in bil pokopan nekje izven mesta.